# 宮崎市立佐土原小学校
宮崎市立佐土原小学校（みやざきしりつ さどわらしょうがっこう）は、宮崎県宮崎市佐土原町上田島にある公立の小学校。

## 概要
歴史
江戸時代である1825年（文政8年）に設立された藩校「学習館」を源流とし、1872年（明治5年）の学制頒布後に、「上田島村小学校」となる。現校名となったのは2006年（平成18年）。藩校設立の年を創立年としており、2025年（令和7年）には創立200年を迎える。
校章
旧校名の「舞鶴」をもとに、鶴の絵を背景にして、中央に校名の頭文字である「佐」の文字を配している。
校歌
1960年（昭和35年）制定。作詞は長嶺宏、作曲は海老原直による。歌詞は3番まであり、3番の歌詞中に校名の「佐土原」が登場する。
通学区域
宮崎市佐土原町のうち「上田島（一部）、下田島（一部）、西上那珂（一部）、東上那珂（一部）」。
中学校区は宮崎市立佐土原中学校。

## 沿革
- 1825年（文政8年）11月2日 - 現在地に藩校「学習館」が設立される。
- 1872年（明治5年） - 「上田島村小学校」と改称
- 1874年（明治7年） - 上記の小学校とは別に「上田島町小学校」が設置される。
- 1878年（明治11年） - 上記2校（上田島村・上田島町）を合併の上、「舞鶴小学校」と改称。
- 1886年（明治19年）頃 - 小学校令施行により、尋常科（4年制）および高等科（4年制）を設置。
- 1889年（明治22年）5月1日 - 町村制の施行により、北那珂郡1町（佐土原）1村（上田島）が合併の上、北那珂郡「佐土原村」が発足。
- 1892年（明治25年） - 「佐土原尋常小学校」と「佐土原高等小学校」の2校に分離。
- 1895年（明治28年） - 現在地に校舎を新築し、2校を合併の上「佐土原尋常高等小学校」と改称。
- 1896年（明治29年）4月1日 - 郡の統合により、北那珂郡が宮崎郡に編入。佐土原村が町制施行、宮崎郡「佐土原町」となる。
- 1901年（明治34年）8月 - 裁縫室を増築。
- 1902年（明治35年）10月 - 第1回佐土原藩連合運動会を実施（1941年（昭和16年）まで毎年続く）。
- 1903年（明治36年）3月 - 校地を拡張。校舎を増築。
- 1908年（明治41年）4月 - 改正小学校令により、尋常科の修業年限（義務教育年限）が4年制から6年制に改められる。旧高等科1年が尋常科5年に、旧高等科2年が尋常科6年に、旧高等科3年が高等科1年に、旧高等科4年が高等科2年に改められる。
- 1916年（大正5年）4月 - 青年訓練所を併置。
- 1919年（大正8年）4月 - 実業補習学校と舞鶴女子技芸学校を併設。
- 1921年（大正10年）- 宮崎県下最大の体育校となる。
- 1922年（大正11年）3月 - 舞鶴女子技芸学校が廃止される。
- 1924年（大正13年）4月 - 佐土原実科女学校が併置される。
- 1927年（昭和2年）12月 - 奉安殿が完成。
- 1928年（昭和3年）4月 - 実業補習学校と青年訓練所が統合の上、「佐土原公民学校」となる。
- 1929年（昭和4年）5月 - 新校舎が完成。
- 1931年（昭和6年）- 佐土原実科女学校が廃止される。
- 1937年（昭和12年）12月 - 運動場を拡張。
- 1941年（昭和16年）
  - 4月1日 - 国民学校令施行により、「佐土原町佐土原国民学校」と改称。尋常科を初等科に改める。
  - 10月 - 最後の佐土原藩連合運動会を実施。
- 1942年（昭和17年）4月 - 佐土原公民学校が佐土原青年学校として独立。
- 1945年（昭和20年）- 空襲のため、分散教育を余儀なくされる。
- 1947年（昭和22年）- 学制改革が行われる（六・三制の実施）。
  - 4月1日 - 国民学校初等科は、新制小学校「佐土原町立佐土原小学校」に改組・改称。
  - 5月8日 - 国民学校高等科は、青年学校普通科とともに、新制中学校「佐土原町立佐土原中学校」に改組・改称。
- 1955年（昭和30）11月 - プールが完成。
- 1960年（昭和35年）5月26日 - 校歌を制定。
- 1964年（昭和39年）4月 - 特殊学級を開設。
- 1966年（昭和41年）3月 - 防音校舎（第一期工事）が完成。
- 1967年（昭和42年）
  - 4月 - 新校舎に8学級が移転。
  - 9月 - 運動場が完成。
- 1968年（昭和43年）3月 - 校旗を制定。
- 1970年（昭和45年）3月 - 体育館が完成。
- 1992年（平成4年）1月 - 佐土原町学校給食センターの設立により、センター方式による給食を開始。
- 1994年（平成6年）11月 - コンピュータ室が完成。
- 2005年（平成17年）11月2日 - 創立180周年記念式典を挙行。
- 2006年（平成18年）1月1日 - 宮崎市と合併し、「宮崎市立佐土原小学校」（現校名）となる。
- 2007年（平成19年）10月 - 新体育館が完成。旧体育館跡は翌年舗装の上、駐車場となる。
- 2009年（平成21年）2月 -  中華人民共和国無錫市教育関係者視察団が来校。
- 2010年（平成22年）3月 - 耐震工事を完了。

## 交通アクセス
最寄りの鉄道駅
- JR九州 日豊本線 「佐土原駅」

佐土原小学校は西部（山側）にあるのに対し、佐土原駅は東部（海側）にあるので、かなり距離がある。
最寄りのバス停留所
- 宮崎交通バス（宮交バス）「佐土原小前」バス停留所

最寄りの幹線道路
宮崎県道44号宮崎高鍋線

## 周辺
- 佐土原城跡
- おひさま保育園
- 佐土原保育園
- 宝塔山公園
- 城の駅佐土原いろは館
- 宮崎北警察署佐土原警察官駐在所
- 宮崎市佐土原西体育館
- 宮崎市佐土原西運動公園
- 宮崎市立佐土原中学校

## 参考資料
- 「佐土原町史」（1982年（昭和57年）2月22日, 佐土原町）p.767～p.776